# The Voice Kids/Staffel 1
Die erste Staffel der deutschen Gesangs-Castingshow The Voice Kids wurde vom 5. April 2013 bis zum 10. Mai 2013 im Fernsehen erstausgestrahlt. Moderiert wurde die erste Staffel von Thore Schölermann und Aline von Drateln. Die Jury bestand aus der ESC-Siegerin Lena Meyer-Landrut, dem Singer-Songwriter Tim Bendzko und dem Rockmusiker Henning Wehland. Die Gewinnerin der ersten Staffel war Michèle Bircher.

## Erste Phase: Die Blind Auditions
| Folge  | Die Coaches und ihre Kandidaten                                                            | Die Coaches und ihre Kandidaten                                       | Die Coaches und ihre Kandidaten                                                                            |
| Folge  | Tim Bendzko                                                                                | Lena Meyer-Landrut                                                    | Henning Wehland                                                                                            |
| ------ | ------------------------------------------------------------------------------------------ | --------------------------------------------------------------------- | --- |
| 01     | Rita (12 Jahre) Kieu (14 Jahre) Finn (14 Jahre)                                            | Aulona (9 Jahre) Olivia (13 Jahre) Laura (13 Jahre) Chelsea (8 Jahre) | Marie (11 Jahre) Tim (13 Jahre) Alexandra L. (13 Jahre) Maira (13 Jahre)                                   |
| 02     | Gregory (13 Jahre) Hannah Elisa (13 Jahre) Sean (13 Jahre) Alexandra U. (13 Jahre)         | Nicole (9 Jahre) Lisa (12 Jahre) Tim P. (14 Jahre) Emma (13 Jahre)    | Michèle Bircher (12 Jahre) Fabienne (10 Jahre) Iman (14 Jahre)                                             |
| 03     | Thea (11 Jahre) Aitziber (14 Jahre) Dana (13 Jahre) Lara Marie (13 Jahre) Sarah (12 Jahre) | Mike (13 Jahre) Judith (11 Jahre) Luisa (14 Jahre) Laurin (14 Jahre)  | Malin (13 Jahre) Giuliana und Gilliana (12 Jahre) Stéphanie (12 Jahre) Louisa (14 Jahre) Julika (14 Jahre) |
| Gesamt | 12                                                                                         | 12                                                                    | 12 |

## Zweite Phase: Die Battle Round
Jeweils drei Kandidaten eines Teams traten gegeneinander an, nur je einer von ihnen kam in die nächste Runde (Sing-Offs).
| Folge | Battle | Kandidaten | Kandidaten | Kandidaten   | Kandidaten   | Kandidaten            | Kandidaten            | Song                                                  | Coach   |
| ----- | ------ | ---------- | ---------- | ------------ | ------------ | --------------------- | --------------------- | ----------------------------------------------------- | ------- |
| 04    | 1      | Rita       | Rita       | Alexandra    | Alexandra    | Sarah                 | Sarah                 | Domino von Jessie J                                   | Tim     |
| 04    | 2      | Aulona     | Aulona     | Nicole       | Nicole       | Lisa                  | Lisa                  | Dream a Little Dream of Me von Michael Bublé          | Lena    |
| 04    | 3      | Dana       | Dana       | Gregory      | Gregory      | Aitziber              | Aitziber              | Beneath Your Beautiful von Labrinth feat. Emeli Sandé | Tim     |
| 04    | 4      | Stéphanie  | Stéphanie  | Louisa       | Louisa       | Alexandra L.          | Alexandra L.          | Finders Keepers von Miriam Bryant                     | Henning |
| 04    | 5      | Thea       | Thea       | Finn         | Finn         | Sean                  | Sean                  | Locked out of Heaven von Bruno Mars                   | Tim     |
| 04    | 6      | Laurin     | Laurin     | Laura        | Laura        | Luisa                 | Luisa                 | Because of You von Kelly Clarkson                     | Lena    |
| 04    | 7      | Kieu       | Kieu       | Hannah Elisa | Hannah Elisa | Lara Marie            | Lara Marie            | Lights von Ellie Goulding                             | Tim     |
| 05    | 8      | Judith     | Judith     | Emma         | Emma         | Tim P.                | Tim P.                | Primadonna von Marina and the Diamonds                | Lena    |
| 05    | 9      | Michèle    | Michèle    | Marie        | Marie        | Julika                | Julika                | The Power of Love von Frankie Goes to Hollywood       | Henning |
| 05    | 10     | Chelsea    | Chelsea    | Mike         | Mike         | Olivia                | Olivia                | Empire State of Mind von Alicia Keys und Jay-Z        | Lena    |
| 05    | 11     | Fabienne   | Fabienne   | Tim          | Tim          | Giuliana und Gilliana | Giuliana und Gilliana | Fascination von Alphabeat                             | Henning |
| 05    | 12     | Maira      | Maira      | Malin        | Malin        | Iman                  | Iman                  | Yoü and I von Lady Gaga                               | Henning |

## Dritte Phase: Die Sing-Offs
Die vier Kandidaten eines Teams, die die Battles gewonnen hatten, sangen nochmals ihren Song aus den Blind Auditions. Zwei Kandidaten zogen anschließend in das Finale ein.
| Episode | Coach       | Kandidat 1           | Kandidat 2                         | Kandidat 3              | Kandidat 4                      |
| ------- | ----------- | -------------------- | ---------------------------------- | ----------------------- | ------------------------------- |
| 04      | Tim Bendzko | Finn Let Her Go      | Kieu Der Hölle Rache               | Rita Mama Knows Best    | Aitziber In Love with the World |
| 05      | Lena        | Chelsea Girl on Fire | Tim P. Firework                    | Aulona Over the Rainbow | Laurin I Won’t Let You Go       |
| 05      | Henning     | Stéphanie Foolin’    | Michèle Bircher If I Ain’t Got You | Maira F**kin’ Perfect   | Fabienne I Want You Back        |

## Vierte Phase: Finale
Die einzige Liveshow, das Finale, fand am 10. Mai 2013 statt. In der Finalshow trug jeder Finalteilnehmer gemeinsam mit dem anderen Kandidaten aus seinem Team und seinem Coach ein Lied vor. Bei Team Tim lautete der Song Mirrors von Justin Timberlake. Bei Team Lena war es Little Talks von Of Monsters and Men und bei Team Henning war es Come as You Are von Nirvana. Alle Kandidaten hatten zusätzlich noch einen Solo-Auftritt. Danach mussten sich die Coaches entscheiden, mit welchem ihrer beiden Kandidaten sie in die sogenannte „Voting-Runde“ gehen.
| Episode | Startnr. | Coach   | Name      | Songs                                 |
| ------- | -------- | ------- | --------- | ------------------------------------- |
| 06      | 1        | Tim     | Rita      | Survivor von Destiny’s Child          |
| 06      | 2        | Henning | Michèle   | Whataya Want from Me von Adam Lambert |
| 06      | 3        | Tim     | Finn      | You’re Not Alone von Mads Langer      |
| 06      | 4        | Lena    | Aulona    | Euphoria von Loreen                   |
| 06      | 5        | Henning | Stéphanie | I Couldn’t Care Less von Leslie Clio  |
| 06      | 6        | Lena    | Tim       | Born This Way von Lady Gaga           |

## Fünfte Phase: Voting-Runde
Die drei Kinder, die weitergewählt wurden, Tim, Michèle und Rita sangen dann jeweils noch einen weiteren Song. Anschließend stimmten die Zuschauer live per Telefon ab. Gewinnerin der Show wurde Michèle.
| Episode | Platz | Coach   | Name    | Songs                                          |
| ------- | ----- | ------- | ------- | ---------------------------------------------- |
| 06      | 1     | Henning | Michèle | Listen von Beyoncé                             |
| 06      | 2     | Lena    | Tim     | You’ve Got the Love von Florence + the Machine |
| 06      | 2     | Tim     | Rita    | Read All About It von Emeli Sandé              |

## Einschaltquoten
| 0 Einschaltquoten der 1. Staffel im Einzelnen | 0 Einschaltquoten der 1. Staffel im Einzelnen | 0 Einschaltquoten der 1. Staffel im Einzelnen | 0 Einschaltquoten der 1. Staffel im Einzelnen | 0 Einschaltquoten der 1. Staffel im Einzelnen | 0 Einschaltquoten der 1. Staffel im Einzelnen | 0 Einschaltquoten der 1. Staffel im Einzelnen | 0 Einschaltquoten der 1. Staffel im Einzelnen |
| Nr.                                           | Nr. (gesamt)                                  | Sendung                                       | Datum                                         | Zuschauer                                     | Zuschauer                                     | Marktanteil                                   | Marktanteil                                   |
| Nr.                                           | Nr. (gesamt)                                  | Sendung                                       | Datum                                         | Gesamt                                        | 14 bis 49 Jahre                               | Gesamt                                        | 14 bis 49 Jahre                               |
| --------------------------------------------- | --------------------------------------------- | --------------------------------------------- | --------------------------------------------- | --------------------------------------------- | --------------------------------------------- | --------------------------------------------- | --------------------------------------------- |
| 01                                            | 01                                            | Blind Auditions                               | Fr, 5. April 2013                             | 4,36 Mio.                                     | 2,45 Mio.                                     | 13,8 %                                        | 22,1 %                                        |
| 02                                            | 02                                            | Blind Auditions                               | Fr, 12. April 2013                            | 3,97 Mio.                                     | 2,25 Mio.                                     | 13,1 %                                        | 21,8 %                                        |
| 03                                            | 03                                            | Blind Auditions                               | Fr, 19. April 2013                            | 3,90 Mio.                                     | 2,31 Mio.                                     | 13,0 %                                        | 21,7 %                                        |
| 04                                            | 04                                            | Battles & Sing-Offs                           | Fr, 26. April 2013                            | 3,52 Mio.                                     | 1,94 Mio.                                     | 11,8 %                                        | 18,0 %                                        |
| 05                                            | 05                                            | Battles & Sing-Offs                           | Fr, 3. Mai 2013                               | 3,32 Mio.                                     | 1,85 Mio.                                     | 11,5 %                                        | 18,2 %                                        |
| 06                                            | 06                                            | Finale                                        | Fr, 10. Mai 2013                              | 2,92 Mio.                                     | 1,65 Mio.                                     | 10,2 %                                        | 15,9 %                                        |